# Eilema angulistrigata
Eilema angulistrigata är en fjärilsart som beskrevs av Embrik Strand 1912. Eilema angulistrigata ingår i släktet Eilema och familjen björnspinnare. Inga underarter finns listade i Catalogue of Life.